# Горанін Владислав Юрійович
Владислав Юрійович Горанін (псевдо Горан; нар. 5 травня 1985, Київ) — координатор громадської ініціативи і націоналістичної організації «Білий молот», що об'єднує молодь праворадикальних переконань. Один із засновників «Правого сектора». Зазнавав переслідувань з боку влади.

## Громадська діяльність до Євромайдану
2012 — утворив антикорупційну громадську ініціативу «Святошинські робінгуди» спільно з Миколою Єременком, ініціюючи боротьбу проти підпільних казино у Святошинському та Ірпінському районах Київсщини. Після виявлення причетності співкоординатора «Святошинських Робінгудів», Миколи Єременка до співпраці з наркоторгівцями у Вишневому (за твердженнями співкоординаторів), Горанін оголосив про його иключення з організації (орієнтовно вересень 2013 року).

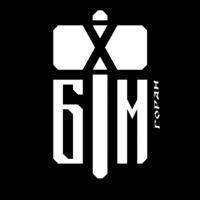
Емблема групи «Білий Молот» Гораніна.

Заснував громадське об'єднання «Білий Молот» 4 травня 2013 року у Києві з наміром поширити його діяльність по всій Україні. Мета руху була визначена як: «знищення окупаційної адміністрації в Україні, люстрація її перевертнів у погонах та ліквідація злочинних бізнес-проектів, зокрема грального бізнесу, наркоторгівлі, протиправної торгівлі алкоголем, тощо. Рух діє на засадах націоналізму (національної та соціальної справедливості)».
Першими акціями стали погроми нелегальних гральних закладів у Києві. Перед тим як вирушити у рейд, члени організації одягали балаклави та брали в руки відеокамери і молоти. Горанін з часом зняв балаклаву, пояснюючи це тим, що він втомився боятись.
Таким чином, разом з побратимами Горанін брав участь у супротиві режиму Януковича шляхом так званої прямої дії.
Члени «Білого Молота» влаштували погроми кувалдами та молотками не тільки у нелегальних залах гральних автоматів, а також у місцях незаконної торгівлі алкоголем і пунктах продажу наркотиків. ГО «Міжнародна Правозахисна Асамблея „Антикорупційне Бюро України“» нарахувала у 2013 році близько тисячі незаконних гральних закладів у Києві, які існували завдяки корупції в органах влади та судової системи.
Серед акцій, що мали суспільний резонанс, — 16 жовтня 2013 року «Білий молот» провів акцію під Києвом у Вишневому, яку громадські активісти присвятили 71-річчю створення Української повстанської армії. Був знищений нелегальний гральний салон та наркопритон, розташований поруч з дільничим пунктом міліції та міської ради Вишневого".

## Євромайдан
В листопаді 2013 року Горанін з іншим координатором організації Антоном Бондаренком і координатором «Комітету визволення політв'язнів» (КВП) Миколою Коханівським та представниками ГО «Тризуб» ім. Бандери утворили на Майдані громадський рух «Правий сектор». Горанін стверджував, що він «бореться не за євроінтеграцію, і не за російську колонізацію, а за Велику Україну».
Перед побиттям студентів, у ніч з 29 на 30 листопада 2013 року Горанін штурмом з колегами пробився на сцену Євромайдану, щоб попередити людей про можливий розгін. Йому вимкнули мікрофон. Натовп скандував «повтори», після чого на сцену вийшла Руслана Лижичко, а потім, після вивезення апаратури співачки і втечі організаторів Євромайдану, почався розгін Євромайдану. [Архівовано 25 березня 2016 у Wayback Machine.] Горанін на чолі з «Білим Молотом» узяв активну участь в обороні проти цього розгону.
Під час Революції гідності Владислав постійно перебував на Майдані. Окрім захисту протестувальників, він продовжував організацію акцій прямої дії у Києві. 28 грудня 2013 року міліція зробила спробу заарештувати 14 активістів «Білого Молота» у Будинку профспілок, які напередодні, 27 грудня, припинили діяльність незаконного казино та наркопритона у Дарниці, що знаходився під «опікою» оточення генпрокурора Пшонки (за словами Гораніна).

## Засновник «Правого Сектора»
26 листопада 2013 року Горанін разом з координатором «Комітету визволення політв'язнів» (КВП) Миколою Коханівським, представниками ГО «Тризуб» та футбольними фанами клубу «Динамо», утворили на Майдані громадський рух «Правий сектор» (за принципом поділу зони для футбольних уболівальників на «сектори»), який став авангардом Революції Гідності в Україні.
29 листопада 2013 року, намагаючись попередити громадян про силовий розгін «Беркутом», і отримавши відмову організаторів Євромайдану, разом із колегами штурмом вийшов на сцену, яка була встановлена під так званою «Стелою». Під час виступу Гораніну вимкнули мікрофон, завадивши тим самим, попередити протестувальників про розгін.

## Політв'язень
21 березня 2014 року Гораніна затримали за підозрою в організації 2 березня 2014 року вбивства трьох співробітників Державної автоінспекції на КПП «Биковня» в районі Броварського проспекту з метою захоплення зброї. За словами Владислава та свідків, в ході затримання працівники міліції закинули його до машини, на голову натягнули мішок, потім — катували, вимагаючи підписати підготовлені завчасно псевдопокази проти деяких представників Майдану, від чого він відмовився:
|  | …Намагались поставити на коліна. Але, оскільки ставати на коліна я відмовлявся, знову почали бити. Я знову втратив притомність. Коли потім я попросив про медичну допомогу — протягом кількох годин в мене кров йшла з вуха — вони привели жінку, яка протерла кров і сказала, що це і є медична допомога. |

Подальшим медичним оглядом зафіксовано, що під час катувань йому вирвали зуби, травмували очі, викололи барабанну перетинку, відбили нирки, завдали синців, саден і закритої черепно-мозкової травми.
Не дивлячись на підтримку побратимів та громадськості, 22 березня Дніпровський районний суд Києва, за участі судді Миколи Чауса, ухвалив рішення заарештувати Гораніна на 2 місяці. На судове засідання Гораніна привезли і вивезли опісля в непритомному стані. Не зважаючи на відкриту форму судового засідання, громадськість і журналістів на засідання не пустили, перегородивши периметр навколо будівлі суду кількома десятками автоматників, та шеренгами співробітників МВС в захисній амуніції.
Під час слідства Горанін дав свідчення, що він особисто знав підозрюваних по Майдану, але ніколи не передавав їм зброї або наказів скоїти напад на працівників ДАІ. 4 квітня після апеляції захисту підозрюваного, Апеляційний суд міста Києва, за участю групи суддів Чернушенко, Глиняного та Рибака, ухвалив рішення про звільнення Гораніна з-під варти за відсутністю доказів про причетність до злочину. Надалі Гораніну перекваліфікували підозру, згідно з якою він фактично переконав вбивць вчинити злочин методами гіпнозу: «Маючи професійні навички в галузі психології, та здатність впливати на людей, Горанін силою переконання спричинив взяття до рук зброї виконавцями вбивства…»
6 березня 2014, за словами Борислава Берези, громадська ініціатива «Білий молот» була виключена з «Правого сектора» через «маргінальні дії та недотримання дисципліни». Згодом керівник Горанін прокоментував це: "Була заява невідомої людини, чомусь призначеної речником, про те, що «Білий Молот» чомусь виключається з «Правого Сектора». Ми «відійшли» одразу після того, як хтось підпалив «профспілки».
13 жовтня 2016 року відбулась спроба незаконного затримання. Наступного дня Горанін відкрито зайшов в приміщення ГУМВС Києва для того, щоб «здатися поліції», але, за словами самого Гораніна, керівництво відділку сказало, що це «можливо, помилка», після чого він покинув відділок.
20 лютого 2017 року Гораніна викрали на перетині вулиць Васильківська і Стельмаха. На нього скоїли напад і заштовхали до машини. Машина поїхала вулицею Стельмаха до Голосіївського лісу.
Наступного дня Горанін вийшов на зв'язок, повідомивши своє місцезнаходження. За його словами, невідомі, представившись СБУ, накинулися на нього, силою посадили в машину і намагалися примусити записати відеозвернення із закликом не йти на марш, що повинен був пройти 22 лютого. Згодом викрадачі висадили його на вулиці. Сам Горанін пов'язує те, що його відпустили, суспільним резонансом. Також він допускає, що його хотіли вбити для того, щоб провести ескалацію насильства 22 лютого.
За його словами, після викрадення:

## Участь в АТО
Під час війни на сході України влітку 2014 року, мобілізувався і утворив в добровольчому батальйоні «Айдар» ЗСУ спецпідрозділ «Білий Молот». Під час ротацій і відпочинку в тилу, займався збором волонтерської допомоги, та доправленням її бійцям кількох добровольчих батальйонів, серед них зокрема батальйони «Айдар», «Донбас», «ОУН», «Шахтарськ», «Торнадо» тощо.
Внаслідок злочинності, та нелюдського поводження з місцевим населенням в батальйоні «Айдар» (за твердженнями самого Гораніна), наприкінці 2014 року він виводить свій підрозділ із складу «Айдару» (селище Половинкине Луганської області), і переходить в батальйон «ОУН» (селище Піски Донецької області, поряд з Донецьким летовищем).

## Громадська діяльність під час АТО
У вільний час на ротаціях Горанін виступив засновником Всеукраїнської акції підвищення національної свідомості «Україна — це я!».